# Ana da Rússia
Anna Ioannovna (em russo: Анна Иоанновна; 7 de fevereiro [Calend. juliano: 28 de janeiro] 1693  – 28 de outubro [Calend. juliano: 17 de outubro] 1740), também chamada Anna Ivanovna  (Moscou, 7 de fevereiro de 1693 – São Petersburgo, 28 de outubro de 1740), foi a Imperatriz da Rússia de 1730 até sua morte. Era a quarta filha do czar Ivã V e sua esposa Praskovia Saltykova, tendo ascendido ao trono após a morte de seu primo Pedro II. Ela foi casada com Frederico Guilherme, Duque da Curlândia, e serviu como regente do ducado desde a morte do marido em 1711 até sua ascensão à imperatriz.

## Ascensão ao trono

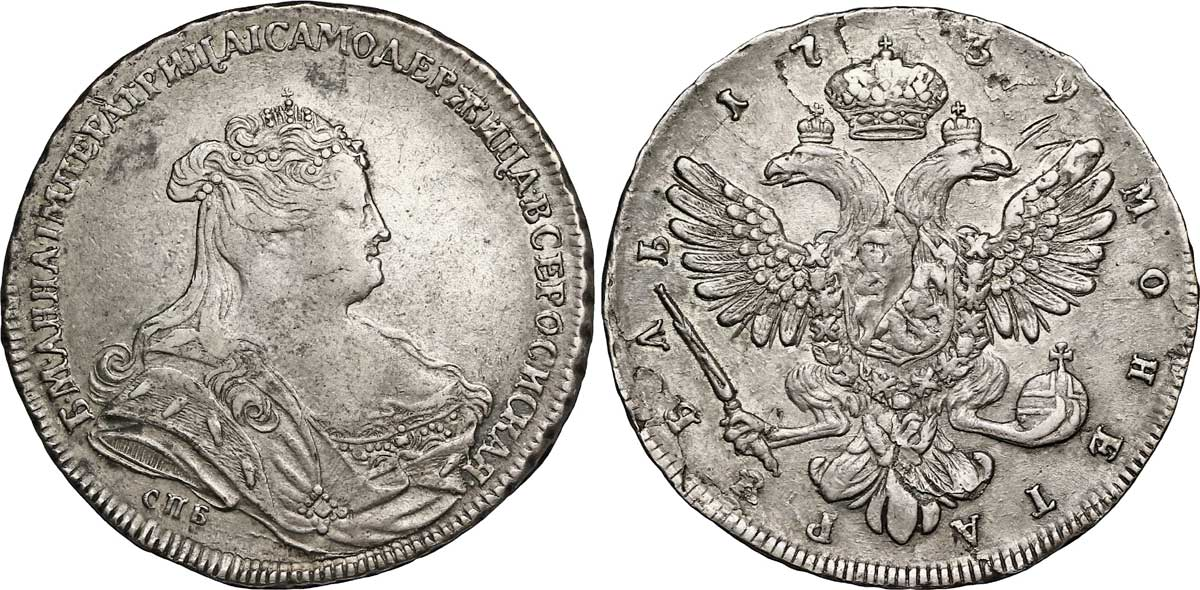
1 rublo com a imagem de Ana, 1739.

Ana era filha de Ivã V da Rússia e sobrinha de Pedro I. Pedro a casou com Frederico Guilherme, Duque da Curlândia, em 1710, mas em 1711, numa uma viagem retornando de São Petersburgo ele acabou falecendo. Ana continuou como Duquesa da Curlândia de 1711 até 1730, sendo assessorada por um supervisor de Moscou chamado Pyotr Bestuzhev. Ela nunca se casou após a morte de seu marido, mas segundo seus inimigos, teve um caso com o Conde de Biron por vários anos.
Com a morte de Pedro II da Rússia, o Conselho Privado Russo sob o comando do príncipe Dmitri Galitzine sagrou Ana imperatriz em 1730. O conselho acreditava que Ana seria grata aos nobres por terem feito a sua fortuna, acatando todas as decisões importantes e servindo como fantoche no trono. Tentando estabelecer uma monarquia constitucional na Rússia, os nobres convenceram-na a assinar vários papéis limitando os poderes do Czar. Mesmo assim, essas limitações se mostraram muito pouco eficazes quando Ana se estabeleceu como uma Czarina autoritária, usando sua popularidade com os guardas imperiais e com a nobreza de segundo escalão.

## Políticas do reinado
Como uma das primeiras políticas para estabelecer seu poder, Ana restaurou a polícia de segurança nacional, utilizada para perseguir e punir aqueles que iam contra a sua pessoa e as suas decisões. Mesmo sem ter transferido a capital para Moscou, ela passou boa parte de sua vida na cidade em companhia de suas criadas pouco educadas. Tendo gosto por humilhar a antiga nobreza, Ana arranjou até um casamento do príncipe Dmitri Galitzine com uma de suas criadas, sendo que ambos estavam vestidos de palhaços, obrigando-os a passar a lua-de-mel em um palácio de gelo especialmente construído no inverno terrível de 1739-40, acabando ambos por morrer.
Sem confiar em nobres russos, Ana dava os cargos de confiança a nobres alemães. Ela deu o Ducado da Curlândia a Ernesto João de Biron, que ganhou seu favor e tinha grande influência nas políticas do trono. Seu arquirrival, o antigermânico ministro Artemy Petrovich Volynsky, foi executado alguns meses antes da morte de Ana. Biren era suficientemente prudente para não mexer com os assuntos do exército e relações internacionais, deixando esses assuntos a cargo de outros estrangeiros menos notórios.
Eles aliaram o país com o imperador Carlos VI do Sacro Império Romano-Germânico, e envolveram a Rússia na guerra da sucessão polonesa (1733-1735). Depois, fizeram Augusto III rei da Polônia, desprezando Estanislau Leszczyński e outros candidatos. Em 1736 Ana declarou guerra ao Império Otomano, mas Carlos fez um acordo em particular com os turcos obrigando a Rússia a devolver vários territórios ganhos em batalhas, com exceção de Azov. Essa guerra marcou o início de uma sucessão de disputas territoriais no sul do país em que Catarina, a Grande veio a triunfar. O reinado de Ana foi o primeiro a levar os limites russos até a Ásia Central.

## Morte e sucessão
Quando Ana ficou doente declarou que seu sobrinho, Ivã VI, devia sucedê-la. Era uma tentativa de assegurar a linhagem de seu pai, Ivã V, e impedir os descendentes de Pedro I de herdar o trono.
Ana morreu com a idade de 47 anos com problemas nos rins. Ivã VI tinha apenas um ano e sua mãe, Ana Leopoldovna, era odiada por causa de seus vários conselheiros alemães. Como consequência, logo após a morte de Ana, Isabel da Rússia (filha legitimada de Pedro I) conseguiu ganhar o favor da população e aprisionou Ivã VI em um calabouço.